# Acanthoisis myzourida
Acanthoisis myzourida is een zachte koraalsoort uit de familie Isididae. De koraalsoort komt uit het geslacht Acanthoisis. Acanthoisis myzourida werd in 1998 voor het eerst wetenschappelijk beschreven door Alderslade. 